# Турнеја 2005: Сарајево, Загреб, Београд
Турнеја 2005: Сарајево, Загреб, Београд је четврти албум уживо југословенске рок групе Бијело дугме, објављен 2005. године. Албум је снимљен на опроштајној турнеји и прво је издање бенда (искључујући компилацијске албуме) од студијског албума Ћирибирибела из 1988. године.

## Позадина
Бијело дугме се расформирало 1989. године, две године пре избијања ратова у Југославији. Током наредне деценије, бивши вођа бенда Горан Бреговић је у више наврата изјављивао да неће поново окупити Бијело дугме. Међутим, 2005. године Бијело дугме се поново окупља, на којем су наступили већина музичара који су прошли кроз бенд: Горан Бреговић на гитари, Жељко Бебек, Младен Војичић "Тифа" и Ален Исламовић на вокалу, Зоран Реџић на бас гитари, Милић Вукашиновић и Ђиђи Јанкелић на бубњевима и Владо Правдић и Лаза Ристовски на клавијатурама. У поново окупљеном Бијелом дугмету није наступио бас гитариста Јадранко Станковић, који је био члан оригиналне поставе, већ је са бендом провео само неколико месеци, бубњар Ипе Ивандић, који је преминуо 1994. године, као и музичари на краткотрајним турнејама, бас гитаристи Мустафа "Муте" Курталић, Љубиша Рацић и Санин Карић и бубњар Гарабет Тавитјан.
Окупљање је изазвало велику медијску пажњу у свим бившим југословенским републикама. Бенд је одржао само три концерта: у Сарајеву, на стадиону Кошево, Загребу, на стадиону Максимир и Београду, на београдском хиподрому. На концертима су наступили гудачки оркестар, дувачки оркестар, клапска група Носталгија и две певачице Бреговћевог оркестра за свадбе и сахране. Концерт у Сарајеву привукао је око 60.000 људи, а концерту у Загребу присуствовало је више од 70.000 људи. За концерт у Београду продато је више од 220.000 карата, али је касније процењено да му је присуствовало више од 250.000 људи. Међутим, концерт у Београду је био доста критикован због лошег звука. Турнеја 2005: Сарајево, Загреб, Београд приказује снимке са ових концерата.

## Омот албума
Турнеја 2005: Сарајево, Загреб, Београд је један од два омота албума на којој нема логоа бенда који је дизајнирао Драган С. Стефановић. Орден на корицама је орден народног хероја.

## Списак песама
| №   | Назив                                | Трајање |  |
| 1.  | Лажеш                                | 4:29    |  |
| 2.  | За Есму                              | 4:23    |  |
| 3.  | Мени се не спава                     | 5:02    |  |
| 4.  | Јер кад остариш                      | 4:57    |  |
| 5.  | Да те богдо не видим                 | 4:42    |  |
| 6.  | Падају звијезде                      | 4:39    |  |
| 7.  | Аиаио ради радио                     | 3:25    |  |
| 8.  | Након свих ових година               | 4:34    |  |
| 9.  | Шта има ново                         | 4:57    |  |
| 10. | Ћирибирибела                         | 5:12    |  |
| 11. | Када одем кад ме не буде             | 5:05    |  |
| 12. | Ако има бога                         | 5:00    |  |
| 13. | А и ти ме изневјери                  | 4:05    |  |
| 14. | Напиле се улице                      | 3:58    |  |
| 15. | Ипак, пожелим неко писмо             | 5:04    |  |
| 16. | Не спавај мала моја музика док свира | 3:07    |  |

| №   | Назив                                                  | Трајање |  |
| 1.  | Све ће то о мила моја прекрити рузмарин, сњегови и шаш | 7:24    |  |
| 2.  | Ако можеш заборави                                     | 6:12    |  |
| 3.  | На задњем сједишту мога аута                           | 4:51    |  |
| 4.  | Ха ха ха                                               | 3:50    |  |
| 5.  | Доживјети стоту                                        | 3:14    |  |
| 6.  | Сањао сам ноћас да те немам                            | 8:12    |  |
| 7.  | А, милиција тренира строгоћу                           | 3:06    |  |
| 8.  | Пристао сам бићу све што хоће                          | 3:25    |  |
| 9.  | Лоше вино                                              | 3:25    |  |
| 10. | Ево, заклећу се                                        | 4:47    |  |
| 11. | Ружица си била сада више ниси                          | 3:50    |  |
| 12. | Има нека тајна веза                                    | 3:13    |  |
| 13. | Тако ти је мала моја док љуби Босанац                  | 3:49    |  |
| 14. | Липе цвату                                             | 4:55    |  |
| 15. | Ђурђевдан                                              | 4:27    |  |
| 16. | Хајдемо у планине                                      | 5:00    |  |

## Постава
- Горан Бреговић - гитара, акустична гитара, пратећи вокал, продуцент
- Жељко Бебек - вокал, акустична гитара
- Ален Исламовић - вокал
- Младен „Тифа“ Војичић – вокал
- Ђиђи Јанкелић - бубњеви, перкусије
- Милић Вукашиновић - бубњеви, удараљке
- Лаза Ристовски - клавијатуре
- Владо Правдић – оргуље
- Зоран Реџић - бас гитара

### Додатно особље
- Даниела Радкова Александрова - пратећи вокал
- Људмила Радкова Трајкова - пратећи вокал
- Клапа Носталгија - пратећи вокали
- Бенд за свадбе и сахране
- Душан Васић – инжењер
- Ненад Зубак - инжењер
- Јанез Крижај - сниматељ
- Никша Братош - микс звука
- Жељко Савић – техничар